# Пасионисти (Тревизо)
Пасионисти је насеље у Италији у округу Тревизо, региону Венето.
Према процени из 2011. у насељу је живело 13 становника. Насеље се налази на надморској висини од 158 м.